# Брокоф, Михал Ян Йозеф

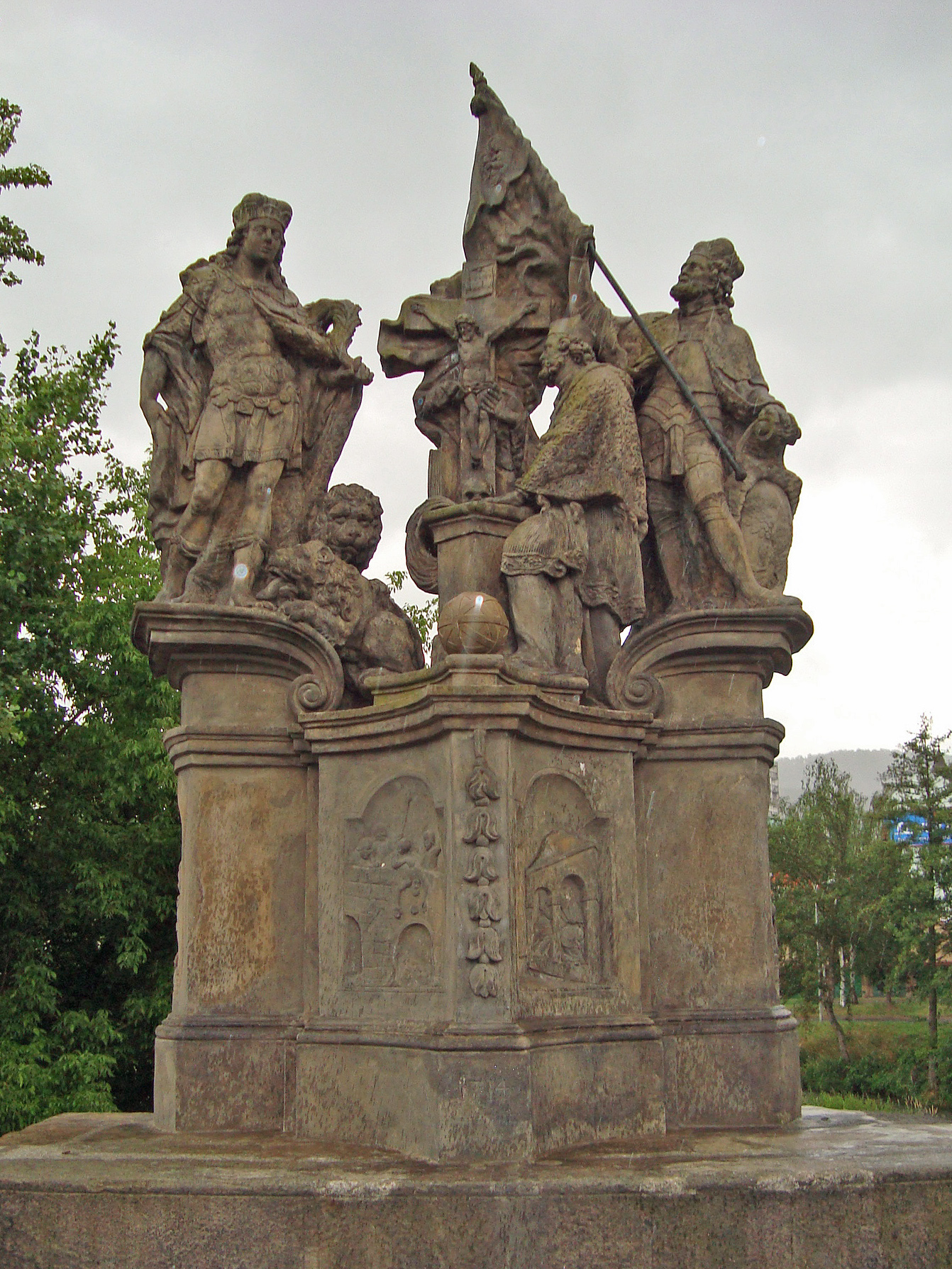
Скульптура богемских (чешских) святых в Дечине

Михал Ян Йозеф Брокоф или Михаэль Йоганн Йозеф Брокофф (Броков, Проков) (чеш. Michal Jan Josef Brokoff, 28 апреля 1686, Клаштерец-над-Огржи (ныне в районе Хомутов Устецкого края Чешской Республики) — 8 сентября 1721, Прага) — чешский скульптор эпохи барокко.

## Биография

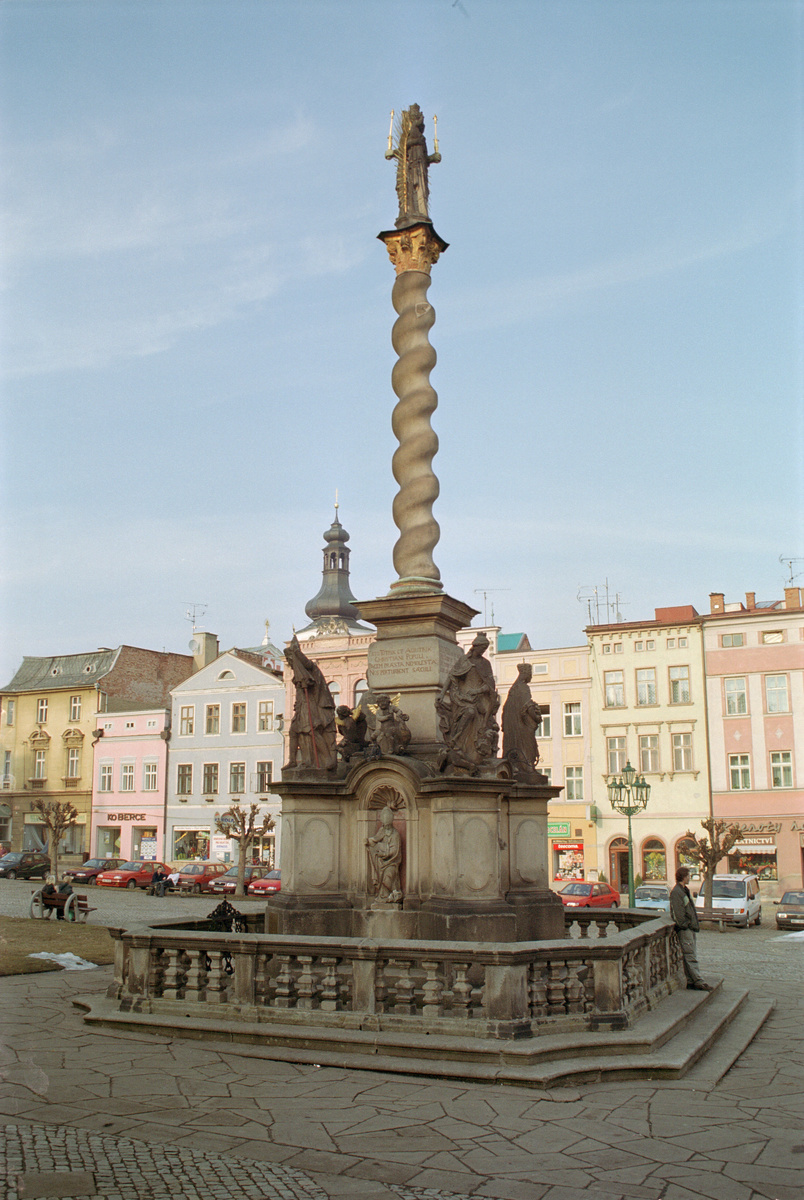
Марианская колона в Броумове

Старший сын скульптора Яна Брокофа (1652—1718), одного из лучших творцов эпохи барокко в Чехии. Брат скульптора Фердинанда Брокофа.
Первые уроки мастерства получил в мастерской отца. Затем обучался, вероятно, у скульпторов Филиппа Ондрея Квитайнера и Яна Олдриха Майера.
Позже стал помощником у Яна Брокофа, а после его смерти в 1718, унаследовал скульптурную мастерскую, перешедшую после к младшему брату — Фердинанту.
Работы Михала Брокофа отличаются техническим совершенством и сосредоточенностью на выражениях лиц и, в то же время, меньшим вниманием автора к жестам и позам его скульптур. Работы Михала, по мнению специалистов, с точки зрения стиля несколько уступают произведениям Фердинанда.

## Избранные работы
- Скульптура св. Варвары, Маргариты и Елизаветы (в соавт. с сыновьями)
- Скульптура святого Адальберта (он же Войтех), второго епископа Пражского (установлена на Карлову мосту в Праге (1709),
- Скульптура святого Вацлава (установлена на Карлову мосту в Праге (совместно с братом)
- Скульптура святого Иосифа с Иисусом на Карлову мосту в Праге (не сохранилась)
- Скульптура первой чешской мученицы святой Людмилы в Вышеграде (Прага),
- Скульптура Геркулеса в дворцовом саду Коловратов (Прага),
- Статуя Девы Марии в г. Полице-над-Метуи,
- Марианская колона в Броумове (в соавт. 1706).
- Скульптура богемских (чешских) святых в Дечине
- Статуи на Клементинуме в пражском квартале Старе-Место.

## Галерея

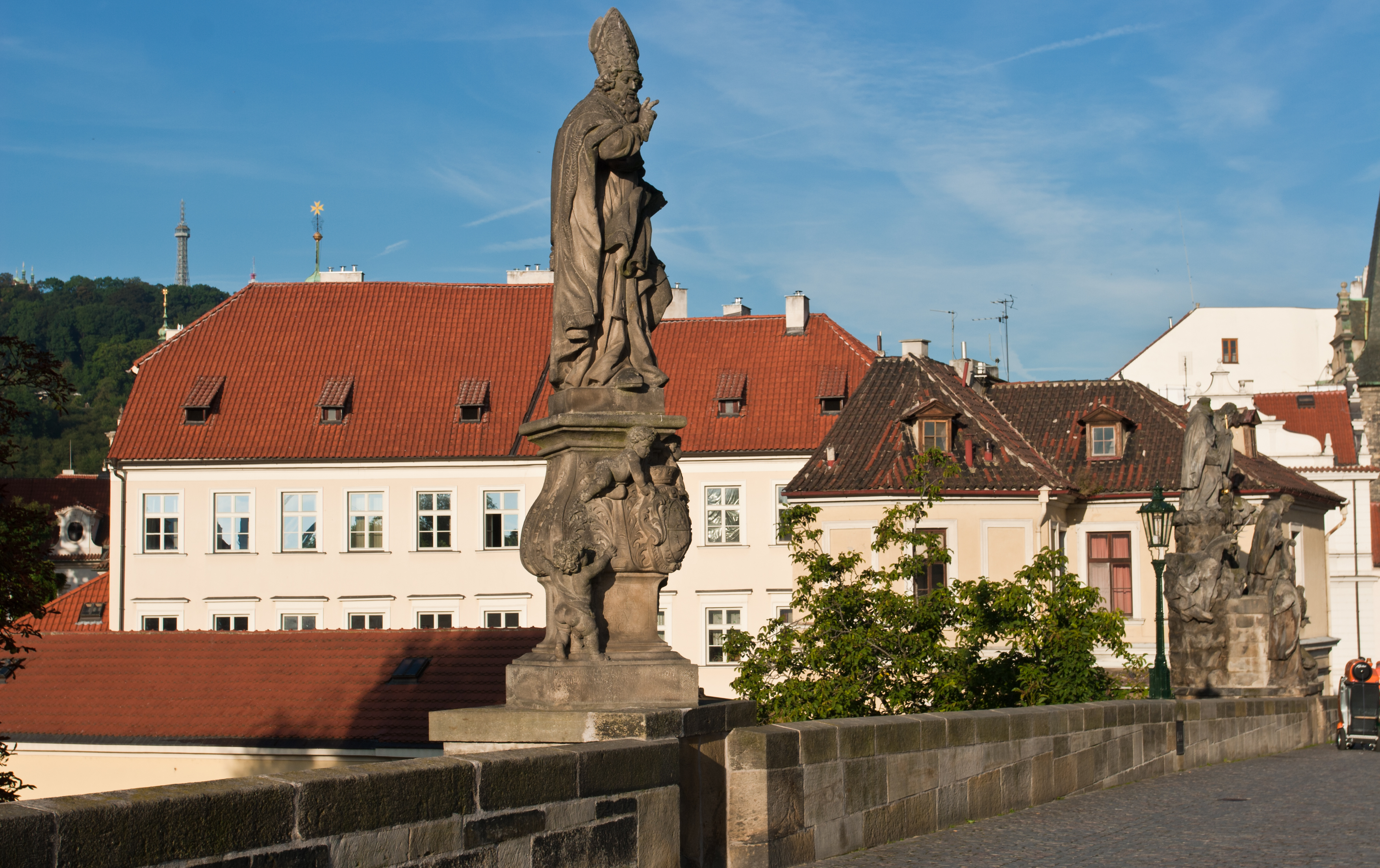
Скульптура святого Адальберта на Карлову мосту в Праге
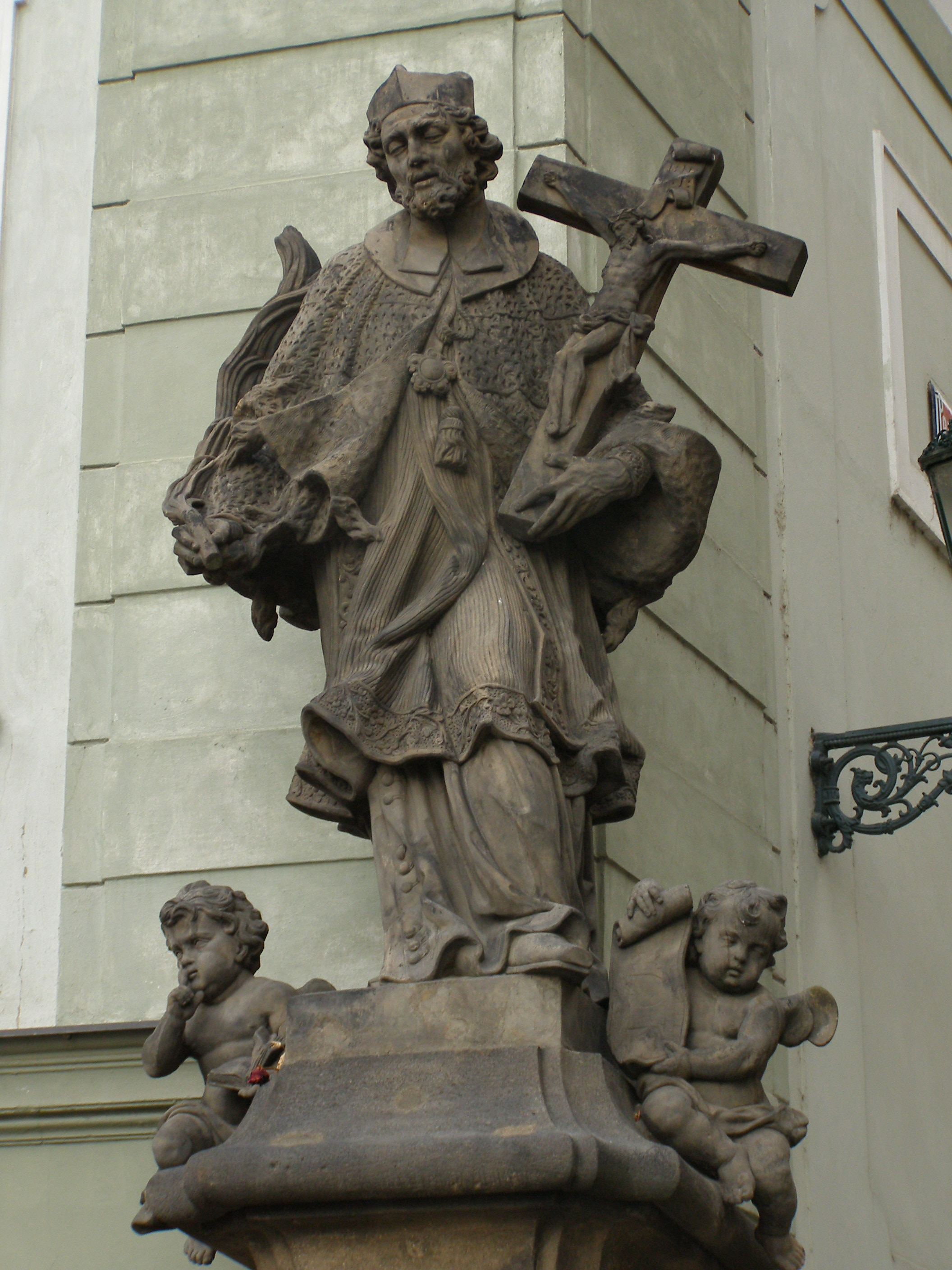
Статуя св. Яна Непомуцкого в Праге
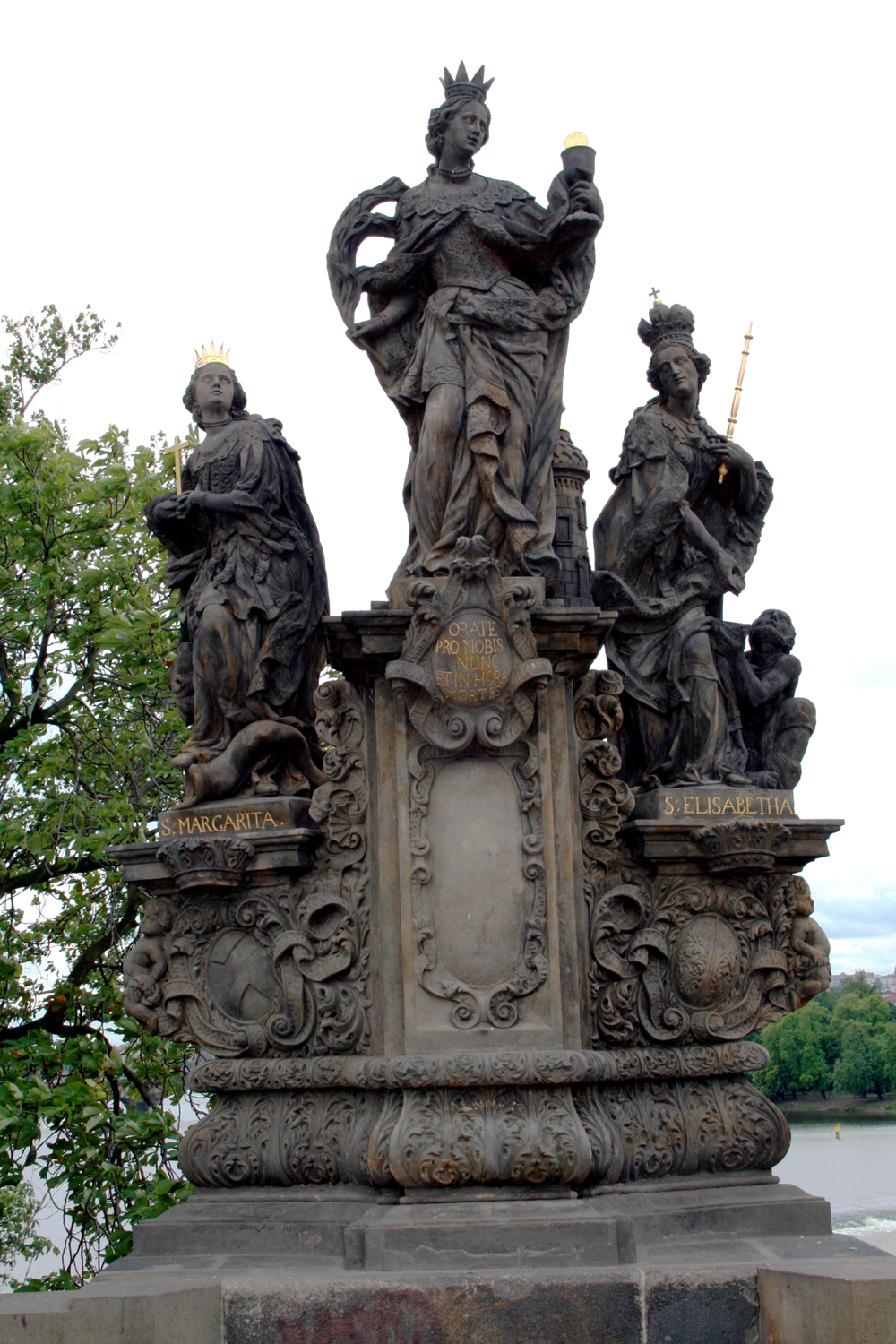
Скульптура св. Варвары, Маргариты и Елизаветы